# Forsskaolea griersonii
Forsskaolea griersonii är en nässelväxtart som beskrevs av A.G. Miller och J.A. Nyberg. Forsskaolea griersonii ingår i släktet Forsskaolea och familjen nässelväxter. Inga underarter finns listade i Catalogue of Life.